# Centralisme au Japon
Le Centralisme au Japon (東京一極集中, littéralement « mouvement de concentration vers Tokyo ») désigne le mouvement de concentration des institutions politiques, économiques, et culturelles vers la capitale Tokyo. 
Il commence véritablement au début de l'ère Meiji lorsque les anciens domaines sont dissous en 1871 et remplacés par des préfectures, et leurs dirigeants locaux sont remplacés par des fonctionnaires nommés par le gouvernement à Tokyo. En 2023 environ 30 % de la population du Japon est concentrée dans la région de la capitale, mouvement accentué depuis les années 1950.
Des mouvements d'oppositions à cette concentration existe. L'ancien maire d'Osaka Tōru Hashimoto soutient ainsi en 2015 un plan pour une métropole d'Osaka, pensé pour faire de la ville une capitale secondaire.